# Mastigosporella hyalina
Mastigosporella hyalina är en svampart som först beskrevs av Ellis & Everh., och fick sitt nu gällande namn av Franz Xaver von Höhnel 1914. Mastigosporella hyalina ingår i släktet Mastigosporella, ordningen Diaporthales, klassen Sordariomycetes, divisionen sporsäcksvampar och riket svampar.   Inga underarter finns listade i Catalogue of Life.